# Cannibal Ox
Cannibal Ox es un grupo de hip hop originario de Harlem, Nueva York. Está compuesto por Vast Aire y Vordul Mega principalmente aunque generalmente acompañados por el dj Cip-One.

## Trayectoria
En 2001, sacaron su primer álbum debut, "The Cold Vein", el cual recibió una gran crítica, comparándolo incluso con el Enter the Wu-Tang:36 Chambers de Wu-Tang Clan. Cannibal Ox pertene al sello de hip hop alternativo Definitive Jux, junto a artistas como El-P, Cage o Aesop Rock, aunque últimamente parece que hay diferencias tanto financieras como creativas entre Vast Aire y EL-P, propietario de Def Jux.
En 2003, se rumoreaba que el grupo se había disuelto. Sin embargo, el rapero Murs de Definitive Jux dijo que "Can Ox no está roto, es solo un rumor" entre pistas del álbum Bazooka Tooth del rapero Aesop Rock.
Noviembre de 2005 trajo el lanzamiento del álbum en vivo Return of the Ox: Live at CMJ con una declaración en las notas que insinúan un LP de Cannibal Ox que se lanzará en el verano de 2006. Supuestamente, RZA, Pete Rock y El-P estaban listos para contribuir. Sin embargo, el supuesto álbum nunca fue lanzado.
En marzo de 2007, El-P respondió "Realmente lo dudo" cuando se le preguntó si saldría un nuevo álbum de Cannibal Ox en el futuro cercano. Ese mismo año, Vast Aire confirmó que ya no trabajaba con Definitive Jux, que dejó The Weathermen y que los planes para un nuevo LP de Cannibal Ox fueron descartados. Citó diferencias creativas y financieras con El-P y Definitive Jux, así como la supuesta depresión clínica de Vordul. 
En enero de 2008, Vast Aire presentó un proyecto titulado Mighty Joseph con el rapero Karniege y habló sobre proyectos futuros en proceso. Cuando se le preguntó sobre su relación con Vordul, confirmó que Vordul participaría en su próximo LP en solitario Deuces Wild. Vast Aire apareció más tarde en el álbum Megagraphitti de Vordul. 
Después de muchas solicitudes para que produjera un segundo álbum de Can Ox, El-P declaró el 28 de mayo de 2011 a través de su página de Facebook que "nunca más habrá un álbum de Can Ox producido por mí y eso es un hecho".
El 31 de mayo de 2011, Vast Aire lanzó un disco en solitario titulado Ox 2010: A Street Odyssey . Vordul aparece en la canción "Thor's Hammer".
Vast Aire reveló: “Nunca rompimos, pero ahora es el momento adecuado para un nuevo LP de Cannibal Ox. Iron Galaxy Records está a punto de hacerse cargo”. También confirmó que él y Vordul Mega están en el estudio trabajando en el álbum.
El 16 de abril de 2013 salió a la venta el EP "Gotham" de Cannibal Ox.  El álbum de 3 pistas contiene nuevas canciones producidas por Bill Cosmiq:  Gotham (Ox City), Gasses in Hell (Inhale), Psalm 82.
Su segundo álbum, Blade of the Ronin , fue lanzado el 3 de marzo de 2015 bajo iHipHop Distribution con críticas favorables. Bill Cosmiq produjo la mayor parte del álbum.

## Discografía

### Álbumes de estudio
- The Cold Vein (2001)
- Blade of the Ronin (2015)
- Live from the Aireport (2023)

### Compilaciones
- Gotham (Deluxe LP Edition) (2013)

### Álbumes en vivo
- Return of the Ox: Live at CMJ (2005)

### Sencillos
- "Iron Galaxy / DPA (As Seen on T.V.)" (2000) (con Company Flow)
- "Vein / A B-Boy's Alpha" (2001)
- "The F Word" (2001)
- "Cosmos / Streets Be Testin' You" (2003) (con Invisible)
- "Gotham" (2013)
- "Metal Ox" (2021)
- "Raspberry Jelly" (Ft Double A.B.)(2021)
- "Da Supafriendz (2022) con MF DOOM